# 寺部茂
寺部 茂（てらべ しげる、1940年10月 - ）は、日本の化学者。専門は分析化学。学位は、工学博士（京都大学・1975年）。兵庫県立大学名誉教授。科学技術振興機構(JST) 戦略的創造研究推進事業（さきがけ）「構造機能と計測分析」研究総括。
高性能・超微量分離分析法であるキャピラリー電気泳動 (CE) 法を研究し、特に中性物質のCEによる分離を可能としたミセル動電クロマトグラフィー (MEKC) の研究・開発が知られる。

## 年譜
- 1940年 - 愛知県生まれ。
- 1963年 - 京都大学工学部工業化学科卒。
- 1965年 - 京都大学大学院工学研究科修士課程修了。
- 1965年 - 塩野義製薬株式会社入社。
- 1975年 - 工学博士（京都大学）。
- 1975年 - アリゾナ州立大学博士研究員（-1977年）。
- 1978年 - 京都大学工学部工業化学科助手。
- 1984年 - 京都大学工学部助教授。
- 1985年 - ノースイースタン大学バーネット研究所客員研究員。
- 1990年 - 姫路工業大学理学部教授（在任中に兵庫県立大学へ改組）。
- 1998年 - 姫路工業大学理学部長（-2000年）。
- 2006年 - 兵庫県立大学を定年退職。
- 2006年 - 京都大学大学院工学研究科特命教授。

## 受賞歴
- 1995年 - Martin Gold Medal (Chromatographic Society, UK)。
- 1995年 - Frederick Conference on Capillary Electrophoresis Award (U.S.A.)。
- 1996年 - 日本分析化学会 学会賞。
- 1999年 - Golay Award。
- 2001年 - 兵庫県科学賞。
- 2004年 - ACS Award in Chromatography。
- 2004年 - 日本電気泳動学会児玉賞。
- 2008年 - 日本化学会賞。